# 西川清史
西川 清史（にしかわ きよし、1952年（昭和27年） - ）は、日本の実業家。和歌山県出身。株式会社文藝春秋取締役副社長。公益財団法人日本文学振興会理事・同評議員会会長。

## 人物・経歴
愛知県出身。1977年（昭和52年）、上智大学外国語学部フランス語学科卒業後、文藝春秋に入社。「週刊文春」「ナンバー」「Emma (雑誌)」「マルコポーロ」等、雑誌畑を歩んだ。
1997年（平成9年）より「CREA」編集長を務める。CREA別冊「CREA TRAVELLER」の第1号「超快適アジアリゾート＆アジアン雑貨の旅」が話題となり、20代・30代女性のアジア・リゾート・ブームを過熱させるきっかけをつくった。
2011年（平成23年）、「TITLe」編集長に就任。
2010年（平成22年）、文藝春秋社取締役に就任。
2015年（平成27年）、同社専務取締役に就任。
2016年（平成28年）、同社取締役副社長に就任。2018年に同社を退任。退職以後は作家活動を開始

## 主な著書
- 『文豪と印影』左右社、2021年
- 『泥醉文士』講談社、2023年
- 『荷風たちの東京大空襲　作家が目撃した昭和二十年三月十日』講談社、2025年